# Mont Saint-Michel
Cet article concerne l'île. Pour la commune française, voir Le Mont-Saint-Michel. Pour l'île anglaise des Cornouailles, voir St Michael's Mount. Pour l'abbaye située sur le mont, voir Abbaye du Mont-Saint-Michel.
Pour les articles homonymes, voir Mont Saint-Michel (homonymie).
Le mont Saint-Michel est un îlot rocheux granitique d’environ 960 mètres de circonférence situé à l’est de l’embouchure du fleuve du Couesnon, dans le département de la Manche en Normandie. Son nom se réfère à l'archange saint Michel qui aurait exigé la construction d'un sanctuaire, selon un récit légendaire. Avant l'année 709, il était connu comme le « mont Tombe ». Pendant tout le Moyen Âge, il est appelé « mont Saint-Michel au péril de la mer ». Sur le mont est située l'abbaye du Mont-Saint-Michel. L'îlot constitue une petite partie du territoire de la commune du Mont-Saint-Michel.
Le mont baigne dans la baie du Mont-Saint-Michel, ouverte sur la Manche et s’élève dans une grande plaine sablonneuse. L’îlot atteint 92 mètres d’altitude et offre une superficie émergée d’environ 7 ha, la partie essentielle du rocher étant couverte par l’emprise au sol de l’abbaye du Mont-Saint-Michel et de son domaine.
Les monuments du Mont et sa baie sont le site touristique le plus fréquenté de Normandie. Le mont est le troisième site touristique culturel le plus fréquenté de France après la tour Eiffel et le château de Versailles, avec près de 2,3 millions de visiteurs par an, amenant une réflexion sur une régulation des flux touristiques.
L'abbaye et ses dépendances sont classées au titre des monuments historiques de France. L'îlot et le cordon littoral de la baie figurent sur la liste du patrimoine mondial de l’UNESCO depuis 1979. Depuis 1998, le mont est inscrit une seconde fois au patrimoine mondial, en tant que composante des chemins de Saint-Jacques-de-Compostelle en France.
L'abbaye est habitée par des religieux des Fraternités monastiques de Jérusalem. Le sanctuaire est desservi par des prêtres de la Communauté Saint-Martin. L'économie au mont est essentiellement touristique et est gérée principalement par trois familles.

## Toponymie
À l'origine, il était connu sous l'appellation de in monte qui dicitur Tumba vers 850 (mont Tombe) : le mot tumba, « tombe », rare en toponymie, est à interpréter dans le sens de « tertre », « élévation »,. Le nom de la localité est attesté sous les formes Montem Sancti Michaelis dictum en 966, loco Sancti Archangelis Michaelis sito in monte qui dicitur Tumba en 1025 et, en 1026, Saint Michiel del Mont au XIIe siècle, au Moyen Âge, il est couramment appelé « mont Saint-Michel au péril de la mer » (en latin : Mons Sancti Michaeli in periculo mari).
Le terme d'oïl tombe « tumulus, butte » serait issu du celtique (gaulois) hypothétique *tumbos qui convient sans doute davantage pour des raisons géolinguistiques et sémantiques puisqu'il signifierait « tertre, élévation, mont » et est attesté par le moyen irlandais tomm « petite colline » et le moyen gallois tom « élévation, tertre ». Il remonte ultimement à une racine indo-européenne *tum-, dont la racine étendue *tum-bʰ- a donné le celtique (gaulois) *tumbos et une autre racine étendue *tum-o-ló-s qui a abouti au latin tumulus. Le mont Tombe serait donc simplement une tautologie et signifierait « mont tertre ».
L'élément Tumba a disparu de manière relativement précoce et représente l'appellation primitive du Mont. François de Beaurepaire établit un parallèle entre l'ancien nom du Mont-Saint-Michel (Tumba 850) et l'îlot contigu de Tombelaine. Tombelaine procèderait d'une forme Tumb-ell-ana. En revanche, Ernest Nègre écrit pour Tombelaine « probablement oïl tombe « tumulus, butte » + double suffixe -ellaine, comme dans chast-elaine », alors que François de Beaurepaire explique qu'il s'agit, selon toute vraisemblance, d'un dérivé du mot tumba (« tombe ») « cimetière, sépulture », peut-être « monument mégalithique », tout comme le français tombe, issu du latin chrétien tumba « tombe, sépulcre ». Cependant, aucun élément archéologique ou historique ne confirme l’existence de sépultures ou d'un cimetière antique remarquable. Des formations toponymiques analogues sont en outre attestées au nord-ouest de l'Europe, par exemple : Tombes à Lumbres (Pas-de-Calais, Tumbas 1219); Thommen (Belgique, Tumbas 816); Tumben (Allemagne, Tumba vers 1200).
Son nom aurait pour origine un petit oratoire en forme de grotte construit en 708 (ou 710) par saint Aubert, évêque d'Avranches et dédié à l'archange saint Michel. Les restes de cet oratoire ont été retrouvés et sont encore visibles dans la chapelle Notre-Dame-sous-Terre, c’est-à-dire sous la terrasse qui prolonge la nef de l’abbatiale.

## Géographie
Le mont Saint-Michel (l’îlot ou l’abbaye) est situé dans la baie du Mont-Saint-Michel, dont le cordon littoral figure au patrimoine mondial de l’Unesco (inscription de 1979).
La baie qui fait partie du Massif armoricain repose sur un socle précambrien de grès et de schistes argileux qui se métamorphisent autour des éperons granitiques cadomiens de Cancale, Avranches, Chausey et Carolles. Toujours pendant le cycle cadomien, les granites intrusifs cambriens ont donné le mont-Dol, l'îlot Tombelaine et le mont Saint-Michel qui est constitué d'un pluton de leucogranite à biotite et muscovite datant de 525 millions d'années : l'îlot Saint-Michel fait une circonférence d'environ 960 mètres et une hauteur de 92 mètres. Ces granites intrusifs cambriens constituent un inselberg car ils s'érodent moins vite que leur environnement grâce à une plus grande dureté de leur roche, et ressortent ainsi dans le paysage. Le rocher (sans les bâtiments) présente une base grossièrement elliptique de 950 m de circonférence pour une superficie de 28 ha, et mesure 91 m de haut.

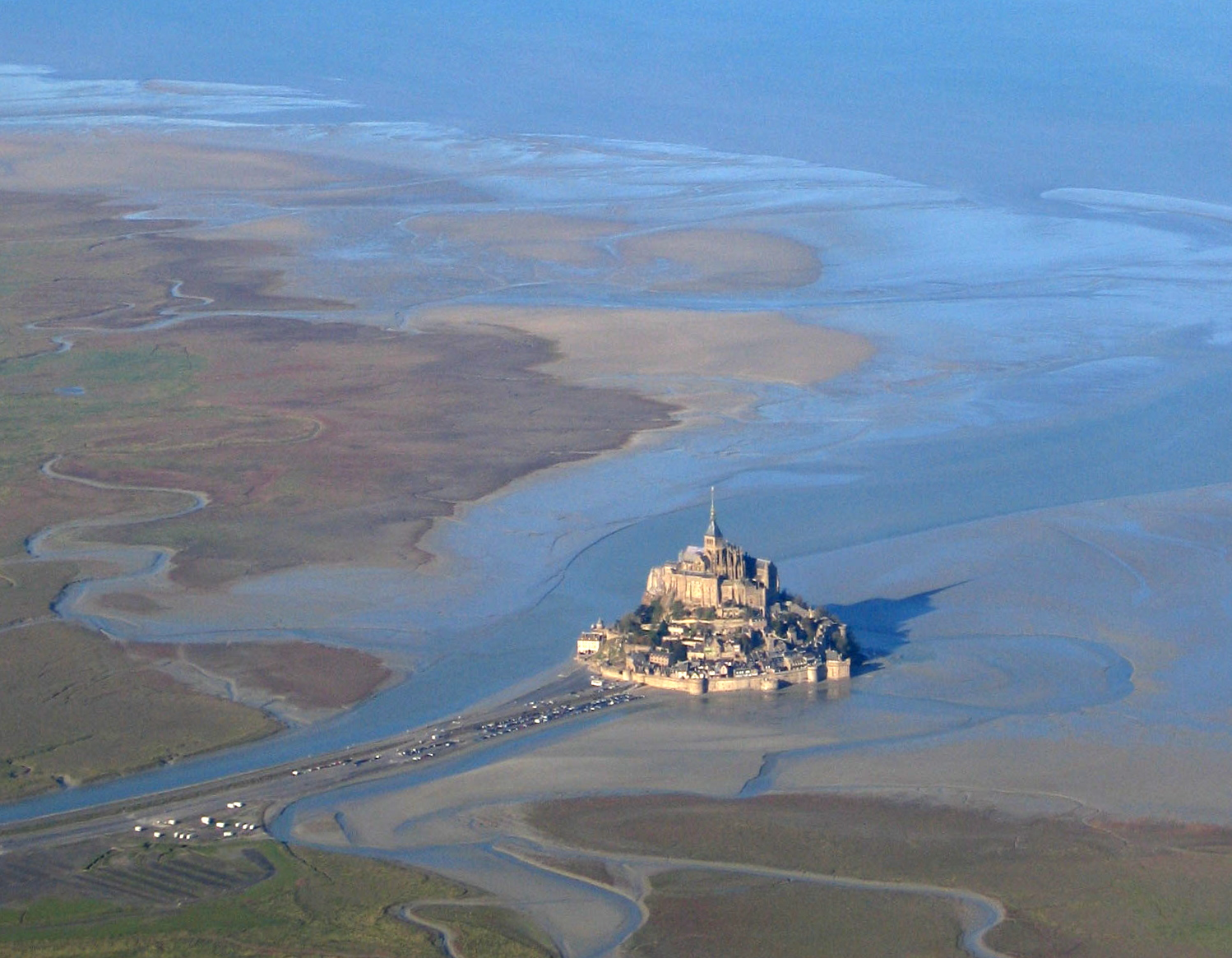
Vue aérienne du mont Saint-Michel.
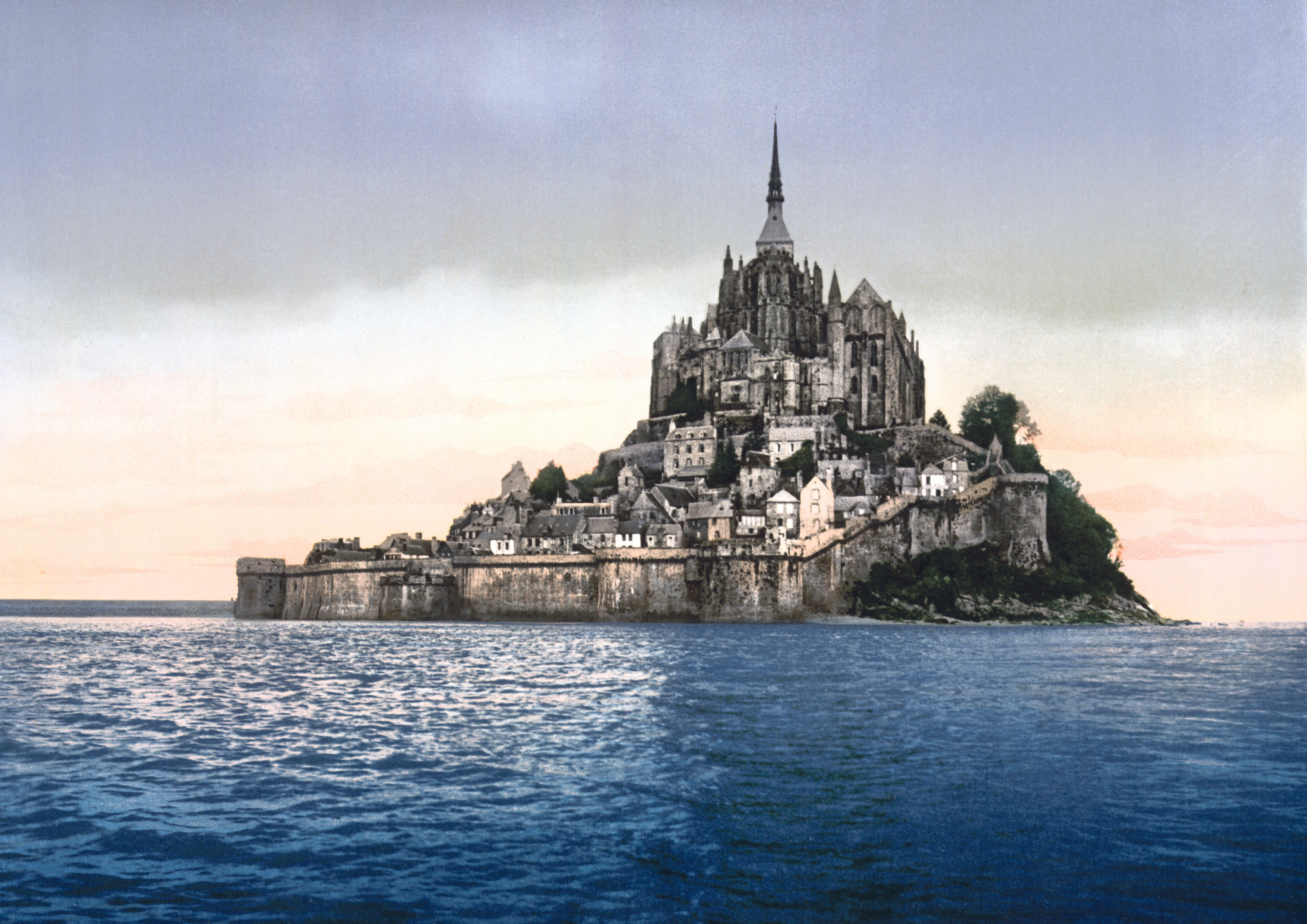
Le mont sur une carte postale de 1900.
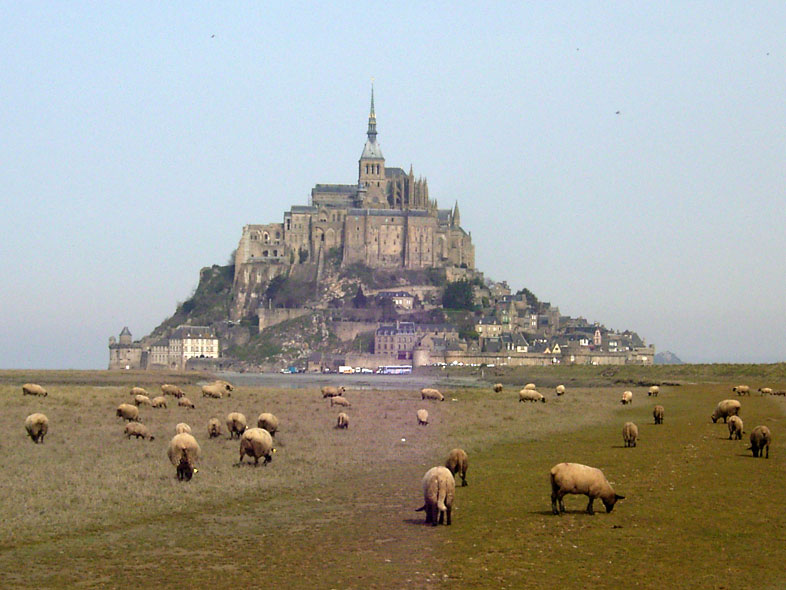
Le mont en 2004.
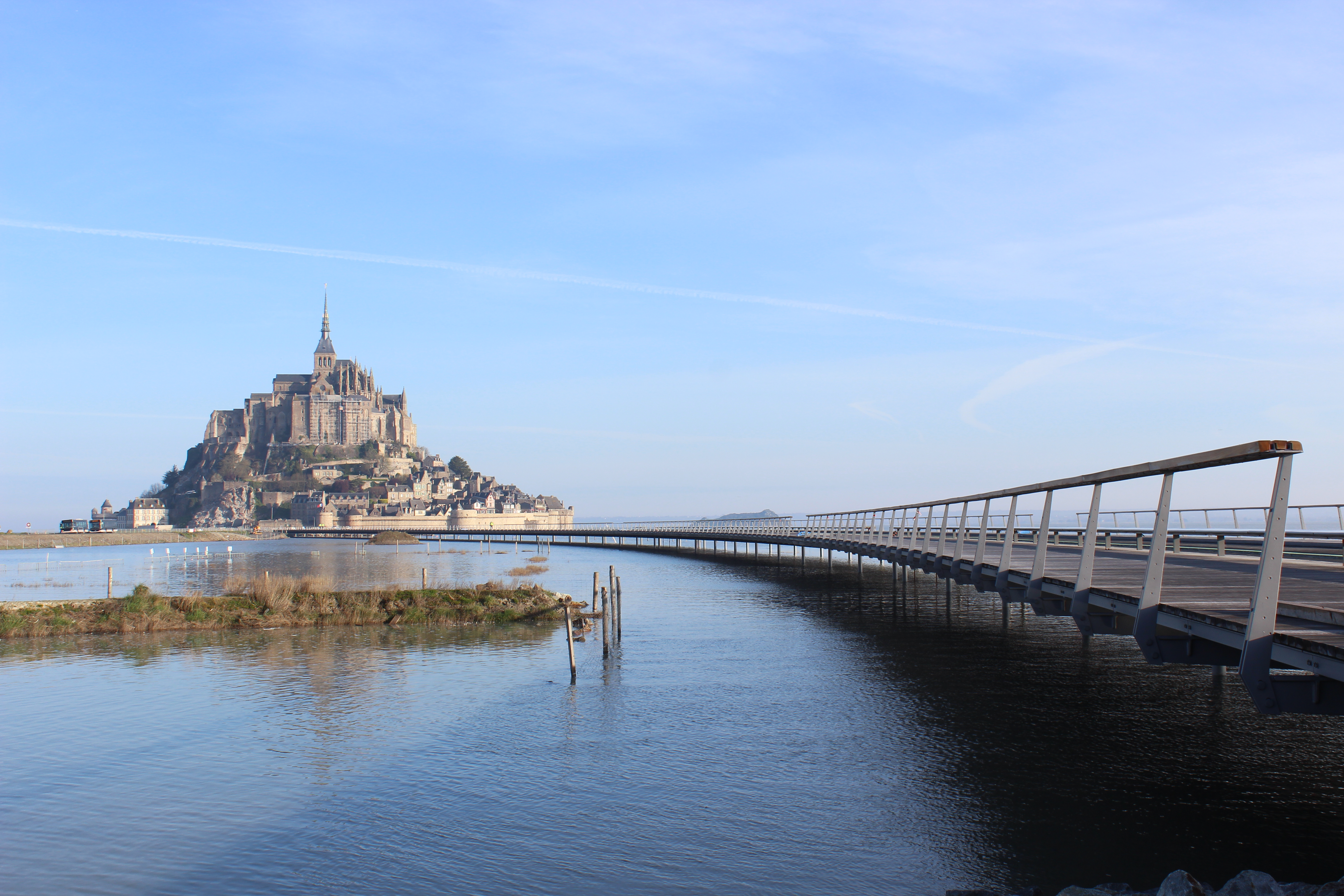
Le mont en 2014 avec sa passerelle.

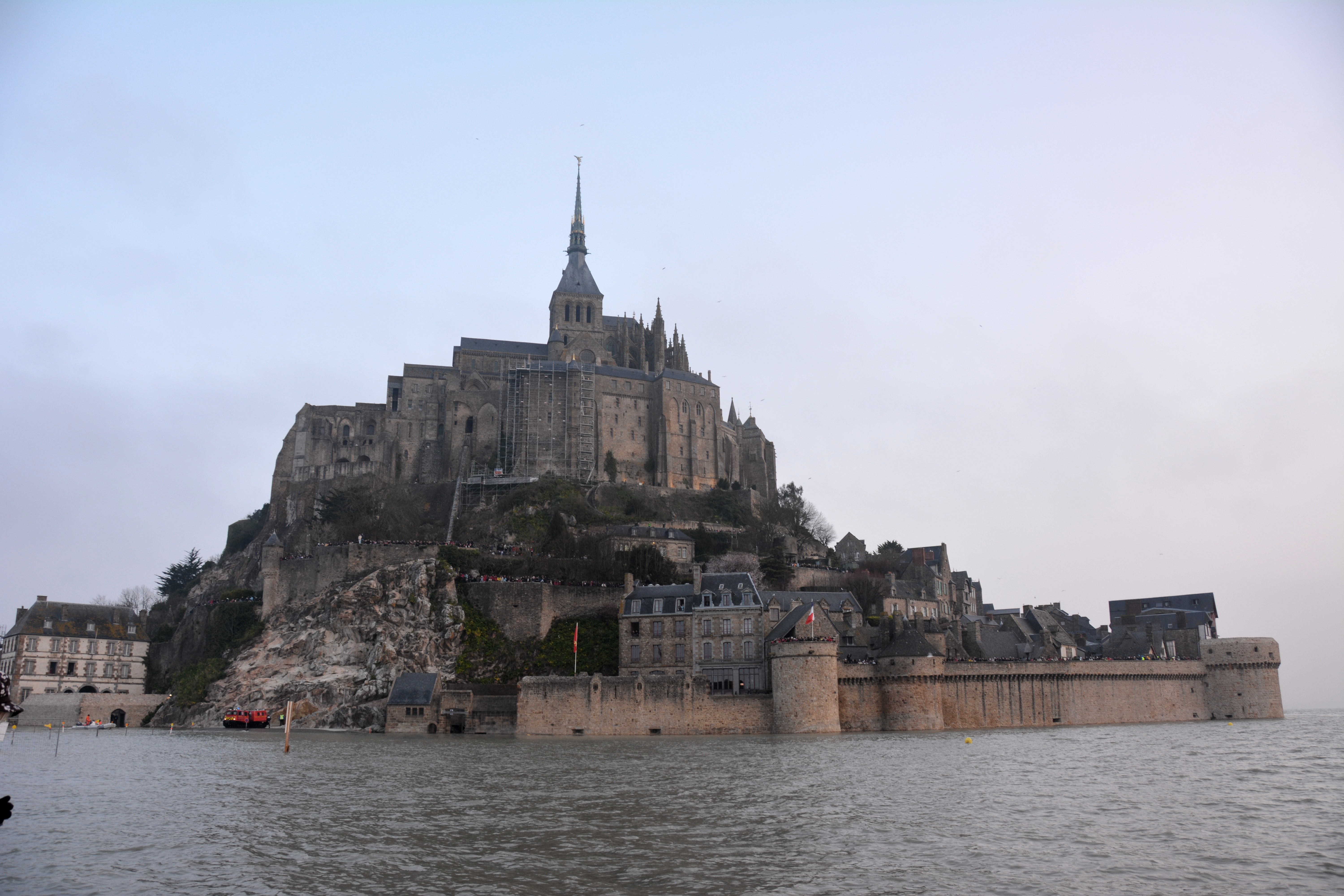
Grandes marées en mars 2015 (le mont est entouré d'eau et l'entrée est inaccessible).

Les marées dans la baie du mont Saint-Michel ont une amplitude de près de treize mètres les jours de fort coefficient, la mer se retire à grande vitesse sur une dizaine de kilomètres, mais revient aussi vite. L’expression consacrée est « qu’elle revient à la vitesse d’un cheval au galop ». Le mont Saint-Michel n’est entouré d'eau et ne redevient une île qu’aux grandes marées d'équinoxe, cinquante-trois jours par an, pendant quelques heures. Mais c’est un spectacle impressionnant qui attire de nombreux touristes ces jours là.

## Histoire

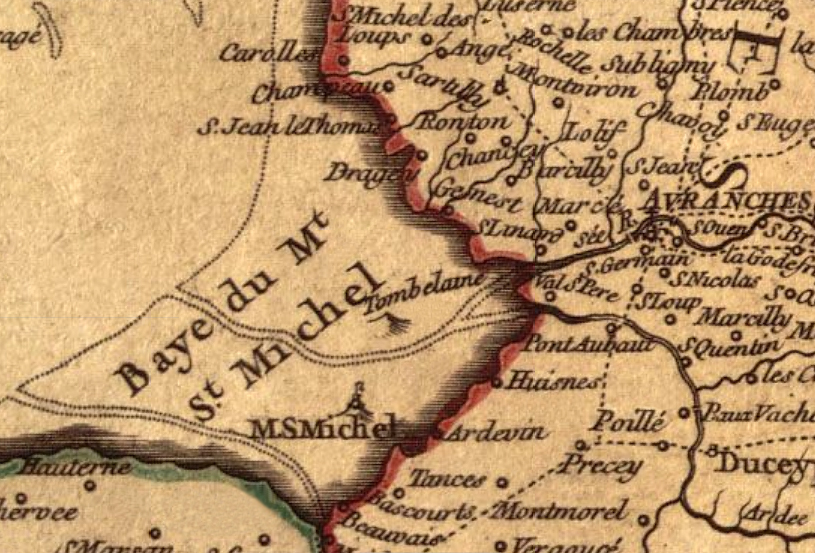
Le mont Saint-Michel sur une carte de 1758, due à Gilles Robert de Vaugondy.

La baie était plus vaste aux temps historiques anciens, et seules trois îles émergeaient : le mont Dol, situé maintenant à l'intérieur des terres, le mont Tombe (futur mont Saint-Michel) et l'îlot de Tombelaine, dont le nom dérive du précédent.

### Pèlerinage
Un village, implanté sur le mont dès 709, voit vers le milieu du siècle suivant sa population s'accroître à la suite semble-t-il des raids vikings qui incitent les populations habitant des établissements ruraux et des villages voisins au mont, à s'y réfugier. Il se développe tout au long du Moyen Âge à l’ombre de son abbaye. Au nord de l’église paroissiale Saint-Pierre, le bâtiment double appelé La Merveille est un chef-d’œuvre de l’architecture gothique. Il est construit sur trois niveaux à flanc de rocher.

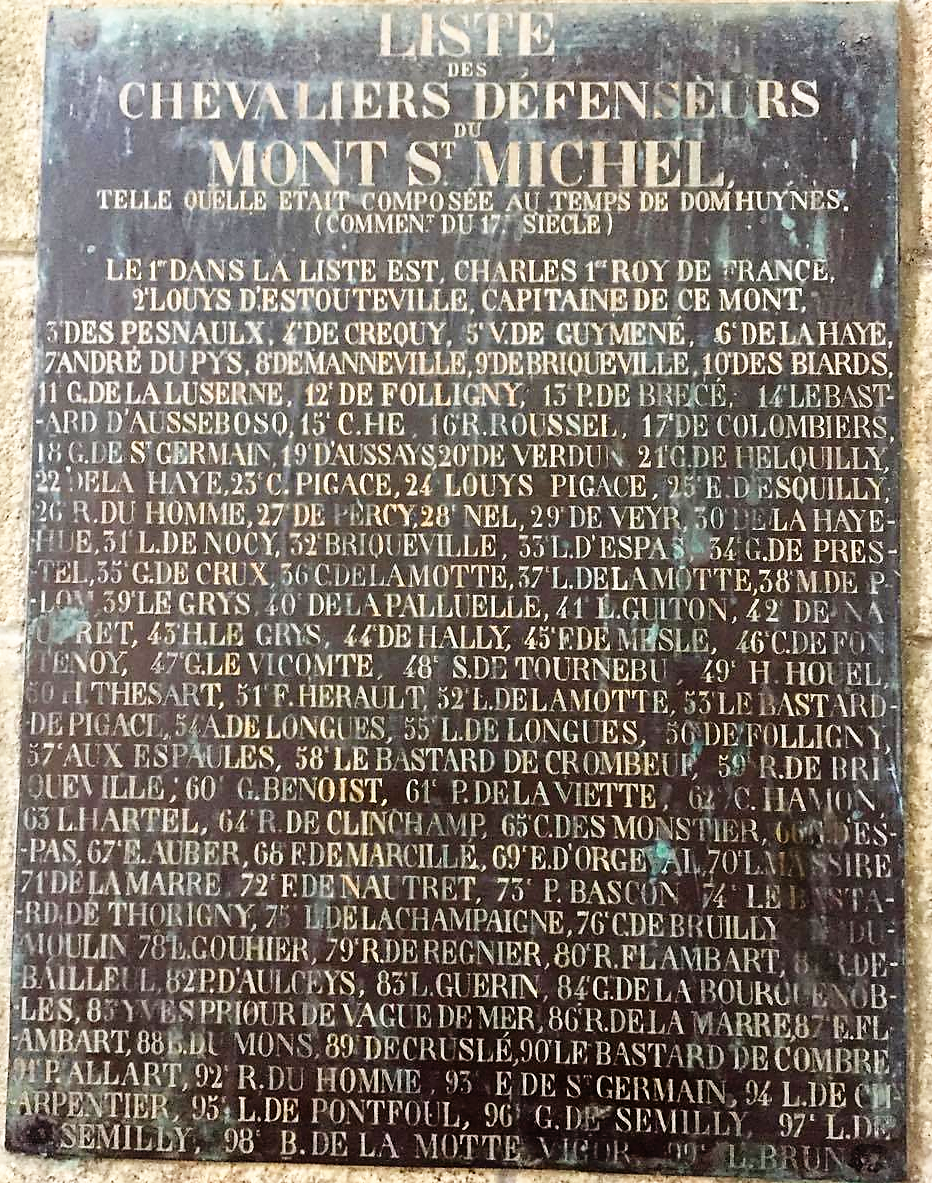
Dans cette liste figurent les noms de barons normands tels les seigneurs de Paisnel, de Criquebeuf, de Pigache, de Guimenée, de Thorigny, de la Haye-du-Puits, de Beauvoir, de Carrouges, du Homme, de Drainville, de Brézé, de Clinchamps, de Briqueville, d'Orgeval, de Creully, de la Motte-Vigor.

Le mont Saint-Michel est le seul lieu en Normandie qui ne tomba jamais aux mains des Anglais pendant la guerre de Cent Ans. Il fut assiégé à plusieurs reprises durant la dernière phase du conflit, notamment en 1424 et 1425 puis en 1434 tout en subissant un blocus continu de la part des Anglais de 1417 à 1434 au moins. Une plaque commémorative disposée dans le transept de l'abbatiale liste les 119 gentilshommes ayant pris part à la défense du mont en 1434 sous les ordres de leur capitaine Louis d'Estouteville. La liste fut dressée par l'abbé Dom Huysnes au XVIIe siècle,.
L’économie du mont a donc été tributaire, pendant douze siècles, des nombreux pèlerinage du mont Saint-Michel, notamment jusqu’à la Révolution française, la population locale s'installant pour proposer gîte et couvert aux miquelots. Le pèlerin, appelé michelet, venait de toute l’Europe : depuis l’Angleterre, la France du nord et de l’ouest, etc. Un réseau de routes montoises a été récemment étudié et remis en valeur, notamment à cause de l’attrait touristique important que représente le site et sa baie. À la suite de la tempête de fin décembre 1999, les vestiges d'un ancien atelier de plombs de pèlerinage sont mis au jour.

### Prisons
Des prisons furent établies sur le mont Saint-Michel durant une très longue période de son histoire,,. Après que les moines furent chassés lors de la Révolution française, le mont Saint-Michel fut transformé en prison pour prêtres réfractaires en 1793 et son nom changé en Mont Libre ; puis en 1811 en maison de force pour prisonniers de droit commun et prisonniers politiques jusqu'en 1863.

### Ancienne digue
La construction de la digue-route insubmersible qui relie le mont au continent, de 1878 à 1879, est une nouvelle étape de la poldérisation de la baie qui ne prend fin qu'en 1936. Longue de 1,8 km, cette chaussée-digue accélère le colmatage de la baie par des sédiments que ne peuvent plus enlever ni les fleuves ni les marées. Il est  suivie de la construction  d'une voie ferrée reliant Pontorson.
Ce processus de colmatage qui menace l'insularité du mont justifie le projet de rétablissement de son caractère maritime lancé dans les années 1995.
Sans la réalisation de ce projet, les prés salés de la baie auraient fini par faire leur jonction avec le mont vers 2040.

### XIXesiècleetXXesiècle
Déjà depuis le XIXe siècle, les auteurs et peintres romantiques venaient au mont, pour son charme unique et ses qualités pittoresques, tels Guy de Maupassant. À la fin du siècle, plusieurs hôtels sont établis au Mont.

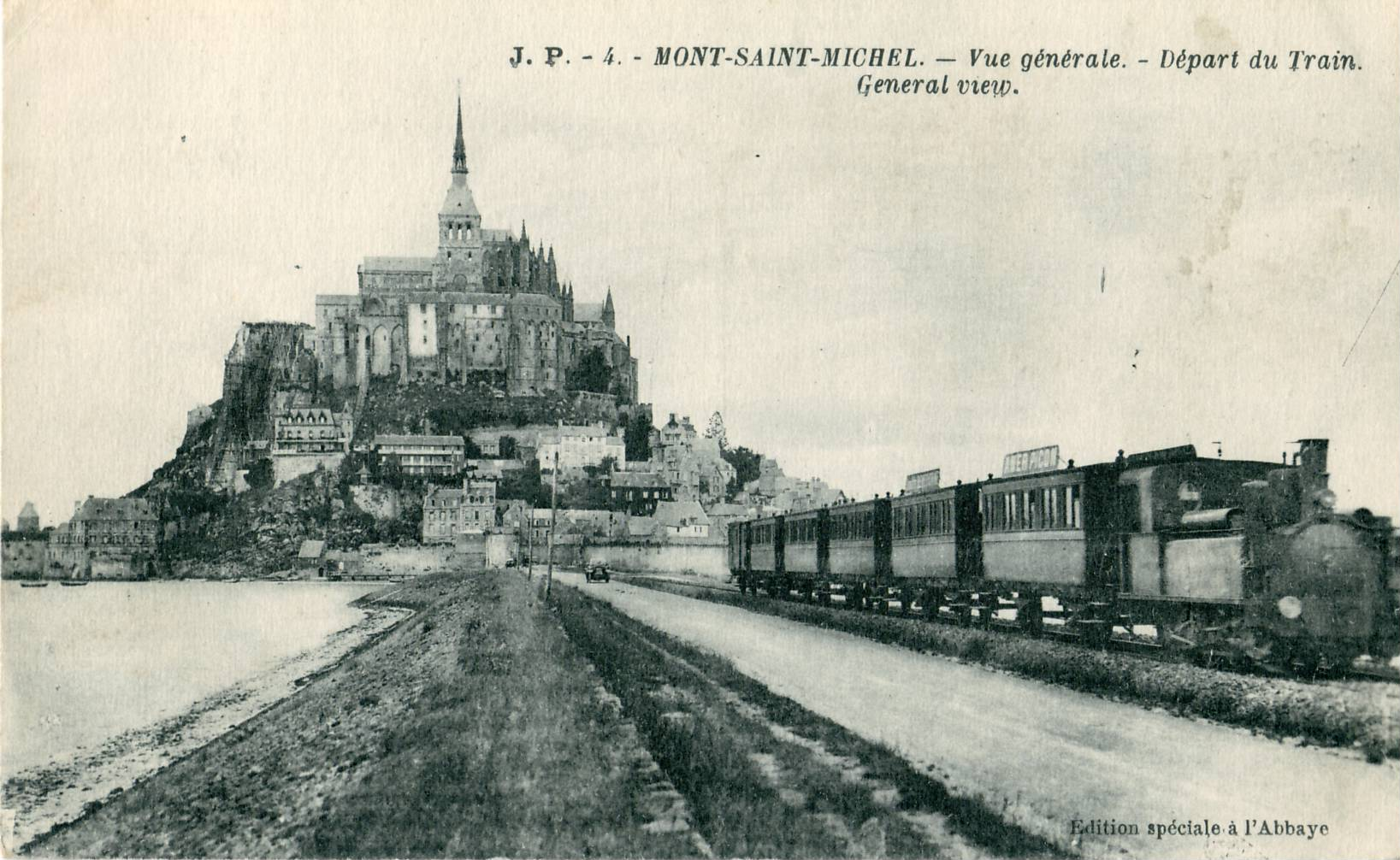
L’ancien train du Mont-Saint-Michel à son terminus, sous les remparts
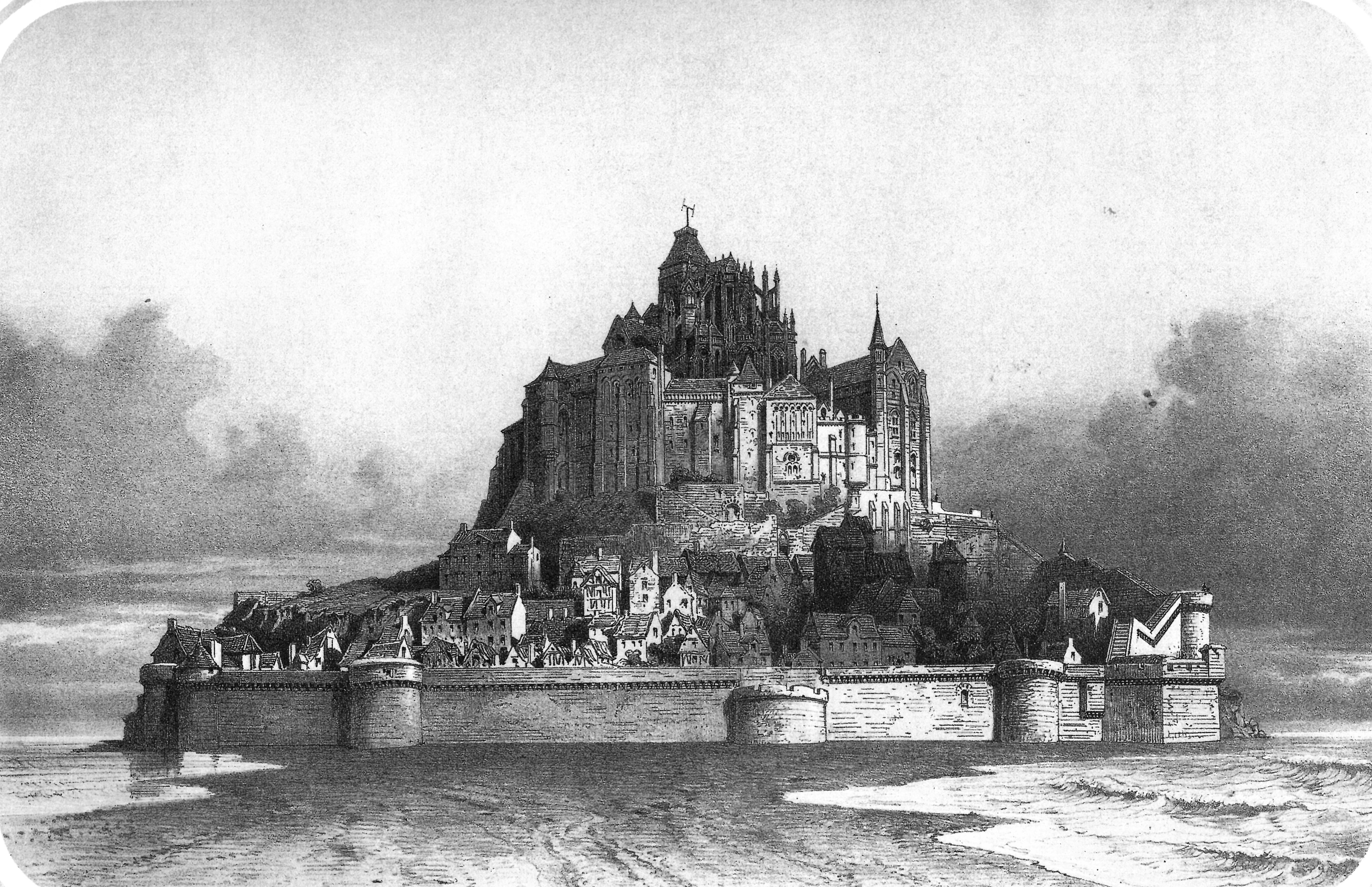
Vue du Mont St Michel, 1856 dessin de Thomas Drake et lithographie d'Henri Daniaud, Album vendéen
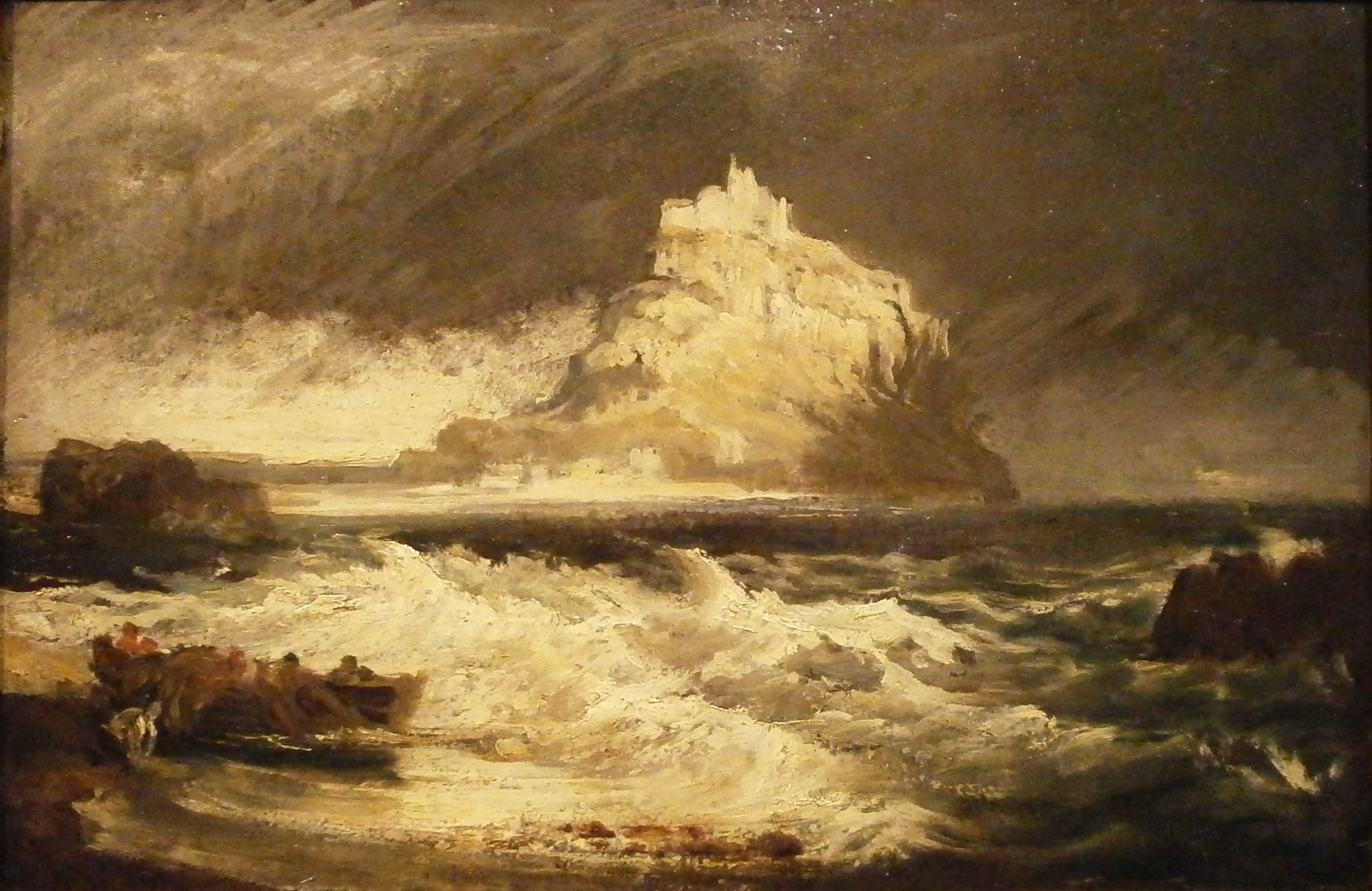
Mont Saint-Michel, vers 1880 Eugène Isabey Amiens, musée de Picardie

Dans la deuxième moitié du XXe siècle, la mutation du site en un lieu de visite de rang mondial a fait de la petite commune normande l’une des premières destinations touristiques de France.
L’architecture du Mont-Saint-Michel et sa baie en font le site touristique le plus fréquenté de Normandie. Le mont Saint-Michel est aussi le troisième site touristique culturel le plus fréquenté de France après la tour Eiffel et le château de Versailles, avec près de 2,3 millions de visiteurs par an (3,25 millions en 2006, 2,3 millions en 2014).
La fréquentation du site et de l'abbaye est concentrée dans le temps. Elle est la plus forte au cours de la période estivale et de certains week-ends printaniers qui concentrent le tiers des visiteurs du Mont-Saint-Michel, avec une moyenne journalière approchant les 12 000 visiteurs et des pics dépassant les 16 000 visiteurs par jour, avec un flux de visiteurs de moins en moins dense au fur et à mesure de l'ascension vers l'abbaye, un tiers des visiteurs seulement montant jusqu’à l’abbaye. Le temps moyen de visite est de deux à trois heures. « Au cours d’une journée, c’est entre 11h et 16h que la densité de visiteurs sur le site est la plus forte ».

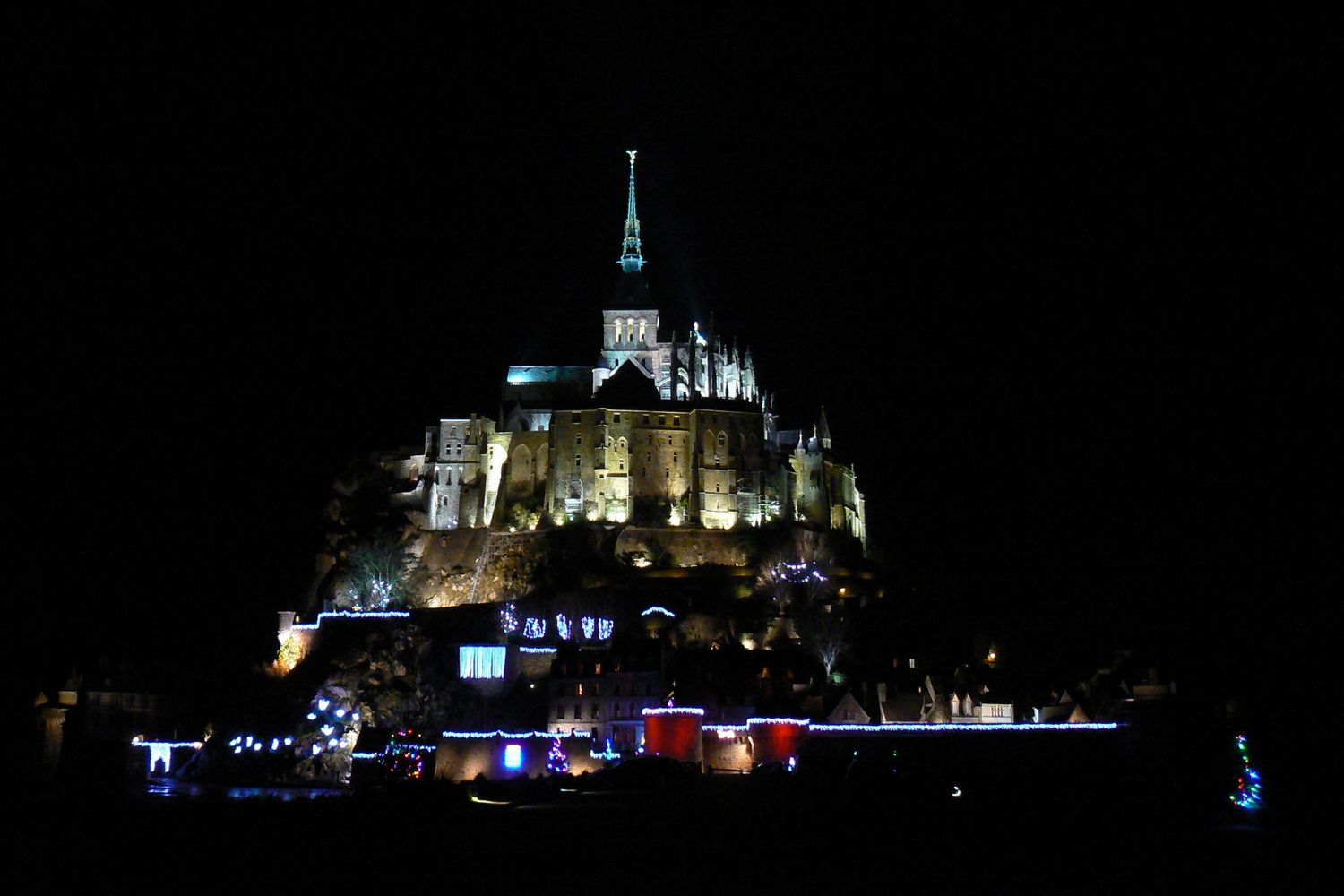
Le mont Saint-Michel à l'hiver 2011.

Le mont connaît un déclin de fréquentation depuis le début du XXIe siècle, passant de 3,5 millions de visiteurs à 2,3 millions en 2014. Le site pâtirait en effet des nouvelles conditions de desserte de l'îlot et de la mauvaise réputation du Mont-Saint-Michel qui fait payer cher des prestations médiocres.

### Projet de rétablissement du caractère maritime de l’île

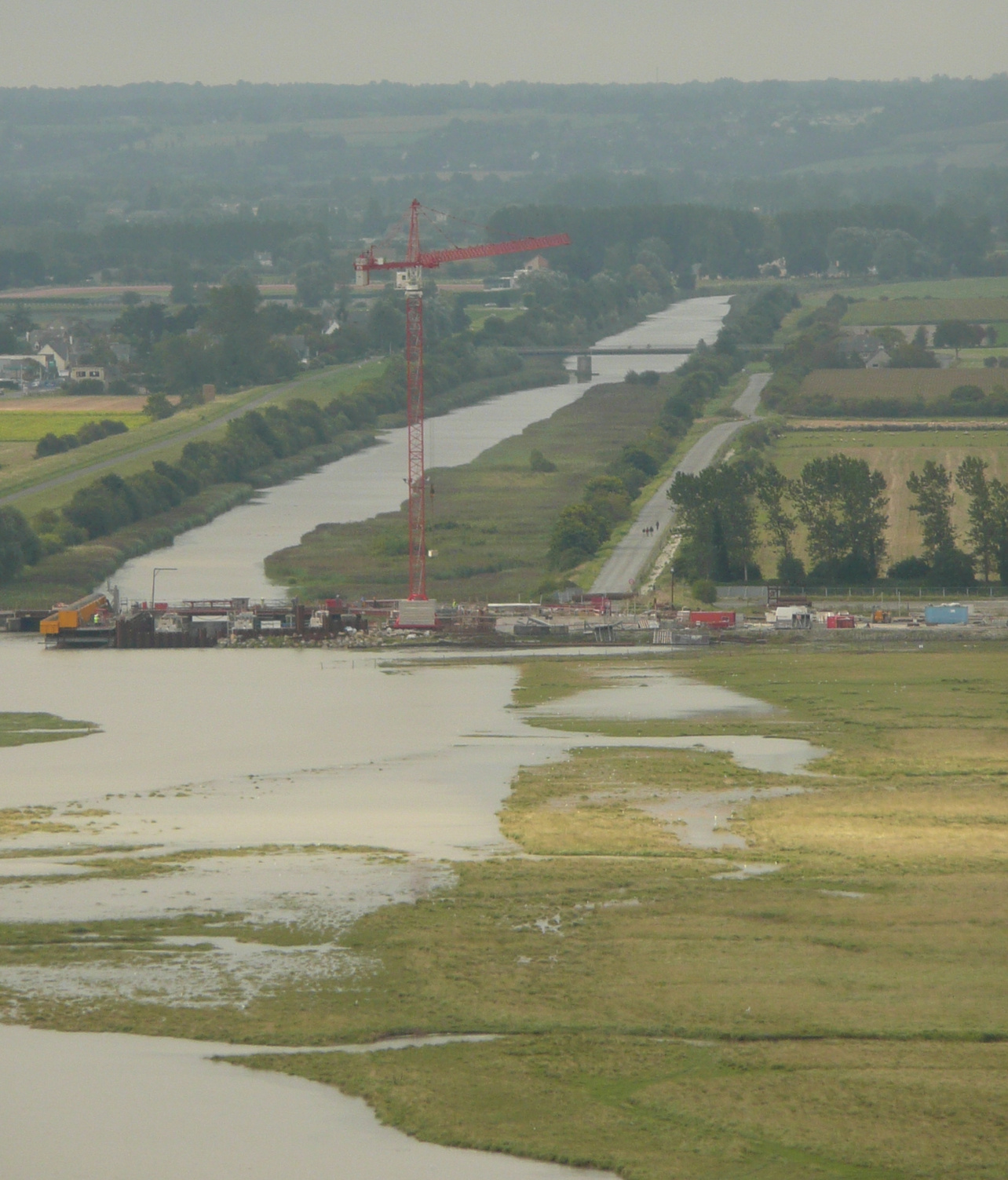
Construction d'un nouveau barrage sur le Couesnon.

Le 24 juin 1983, François Mitterrand inaugure les travaux de démolition de la digue (submersible) de la roche Torin et du rétablissement du caractère maritime. Le projet, appelé jusque dans les années 1990 « désensablement du Mont », est rebaptisé « rétablissement du caractère maritime du mont Saint-Michel » car il s'agit d'un processus naturel, la marée montante (vitesse du courant de flot : 1 m/s par coefficient de marée moyen, soit 3,6 km/h) ayant un flux plus élevé que celui de la marée descendante (vitesse du courant de jusant : 0,75 m/s, soit 2,7 km/h).
En 1995, les études sont déclarées honnêtes ; la puissance des ordinateurs a augmenté ainsi que les codes de calcul : on peut monter la commission[précision nécessaire] du Mont-Saint-Michel, qui doit préserver son insularité et faire arriver des touristes payants régulés.
Il s'en déduit les éléments suivants du projet :
- suppression du parking : un autre parking est construit au sud du barrage de la Caserne sur le Couesnon (barrage qui est reconstruit) à 2,5 km du mont (planté de 45 000 arbres et arbustes, ce parking situé dans la zone commerciale La Caserne propose plus de 4 000 places de stationnement). Des navettes spéciales (à moteur et à cheval type maringotte) amènent les visiteurs par une nouvelle digue sur les herbus (levée de terre empierrée longue de 1 085 m et haute de 9,50 m). Cette digue est prolongée par un pont-passerelle (long de 760 m). Cette « jetée » sur pilotis en acier enfoncés dans des pieux de béton de 30 m de profondeur jusqu'à la roche est scindée en trois branches : deux cheminements piétonniers recouverts d’un platelage de chêne et une chaussée centrale en béton armé réservée à la circulation de navettes) et un terre-plein d'ancrage (permettant l'accès aux secours) au pied des remparts surmonté d’un gué en béton submersible lors des grandes marées (120 m), permettant au mont de conserver son insularité 20 jours par an lors des grandes marées ; dans le futur, une gare SNCF sera construite sur le continent, avec des trains directs depuis Paris-Vaugirard (Montparnasse-3)[réf. à confirmer] ;
- côté île : le Couesnon doit être chenalisé de part et d’autre du mont Saint-Michel, 2⁄3 à l’Ouest et 1⁄3 à l’Est, le barrage servant de barrage de chasse de 700 000 m3. Des échelles à poissons sont prévues, pour les anguilles (catadromes) comme les saumons (anadromes). La construction du barrage sur le Couesnon est officiellement lancée le 16 juin 2006.

Le projet de liaison ferroviaire est actualisé, mais de nombreuses incertitudes demeurent. Dans un rapport, le Conseil général des ponts et chaussées détaille les options possibles, en omettant la liaison ferroviaire établie entre 1901 et 1938.
À partir de 2006, l'État, seul concepteur du projet, se désengage de sa réalisation opérationnelle. Les travaux sont alors confiés exclusivement aux collectivités territoriales locales, déjà regroupées depuis 1997 dans un syndicat mixte, le syndicat mixte « Baie du Mont-Saint-Michel ».
En août 2008, les quatre premières vannes sont opérationnelles dans la partie ouest du nouveau barrage du Couesnon, fonctionnant en portes à flots en attendant la livraison des quatre autres en cours de montage. L'ancien barrage est détruit en novembre 2008. 
 Le nouveau barrage-passerelle est mis en service en mai 2009 et ouvert au public en juin 2010. La retenue d'eau constituée à marée montante est lâchée à marée descendante, générant un effet « chasse d'eau » qui doit permettre le désensablement de la baie du Mont-Saint-Michel.

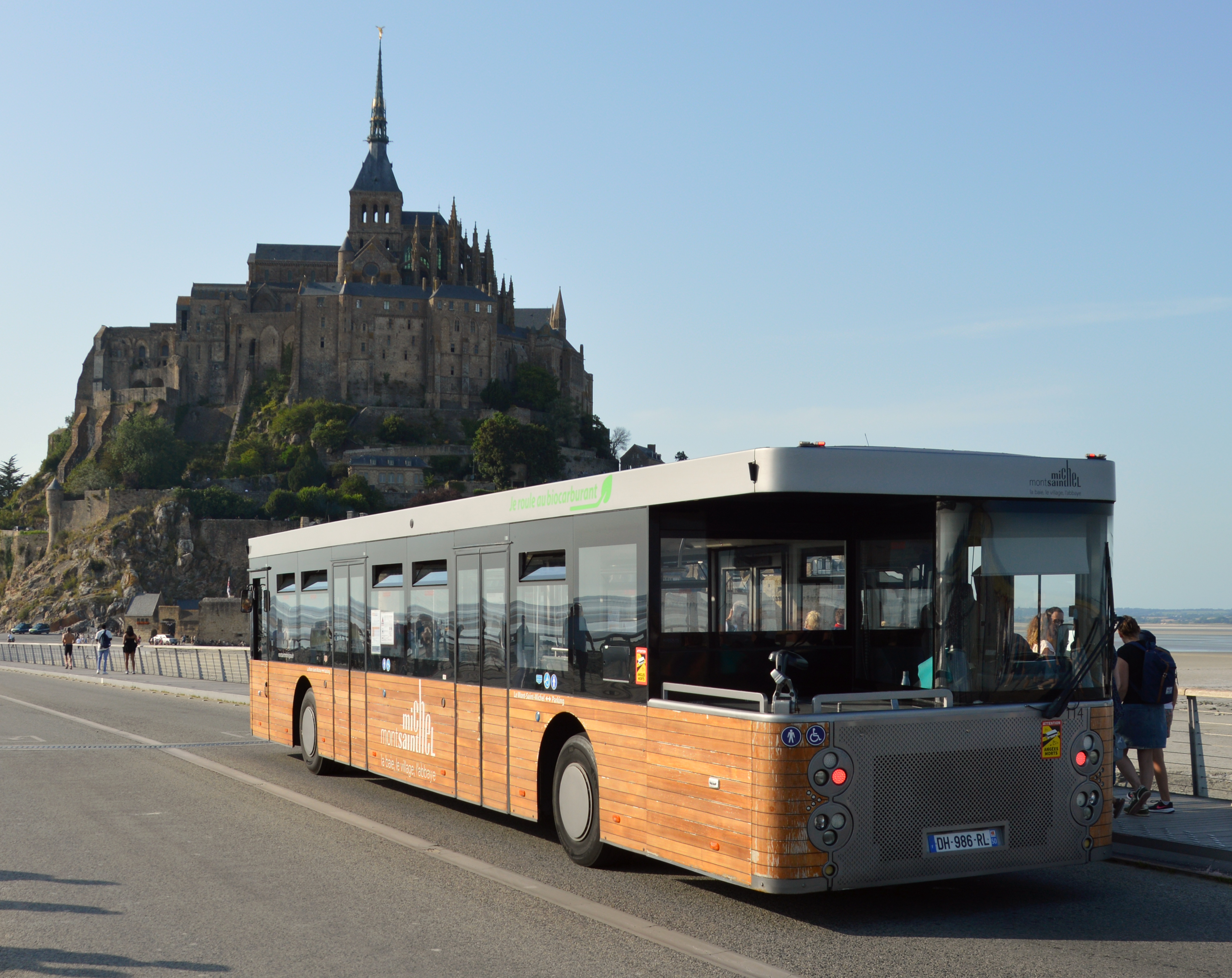
Une navette sur la nouvelle passerelle, ici en 2024.

Le projet de rétablissement du caractère maritime de 200 millions d'euros, notamment le stationnement et le transport des visiteurs attribué à l’automne 2009 à la délégation de service public Veolia Transdev, suscite de vives polémiques, tant au niveau de son suivi financier que de ses choix techniques et économiques (prix du parking, suppression de la navette gratuite « Montoise » qui transporte les habitants du Mont et les 600 employés saisonniers), comme le révèle un rapport de la chambre régionale des comptes de Normandie,.
Depuis le 22 juillet 2014, les visiteurs peuvent se rendre au mont par les nouveaux ouvrages d'accès créés par l'architecte Dietmar Feichtinger. Une nouvelle digue et une passerelle sur pilotis laissant passer l'eau en dessous desservent désormais l'île. L'ancienne digue a maintenant été totalement démolie.

## Présence humaine sur le mont

### Fraternités monastiques de Jérusalem et communauté Saint-Martin

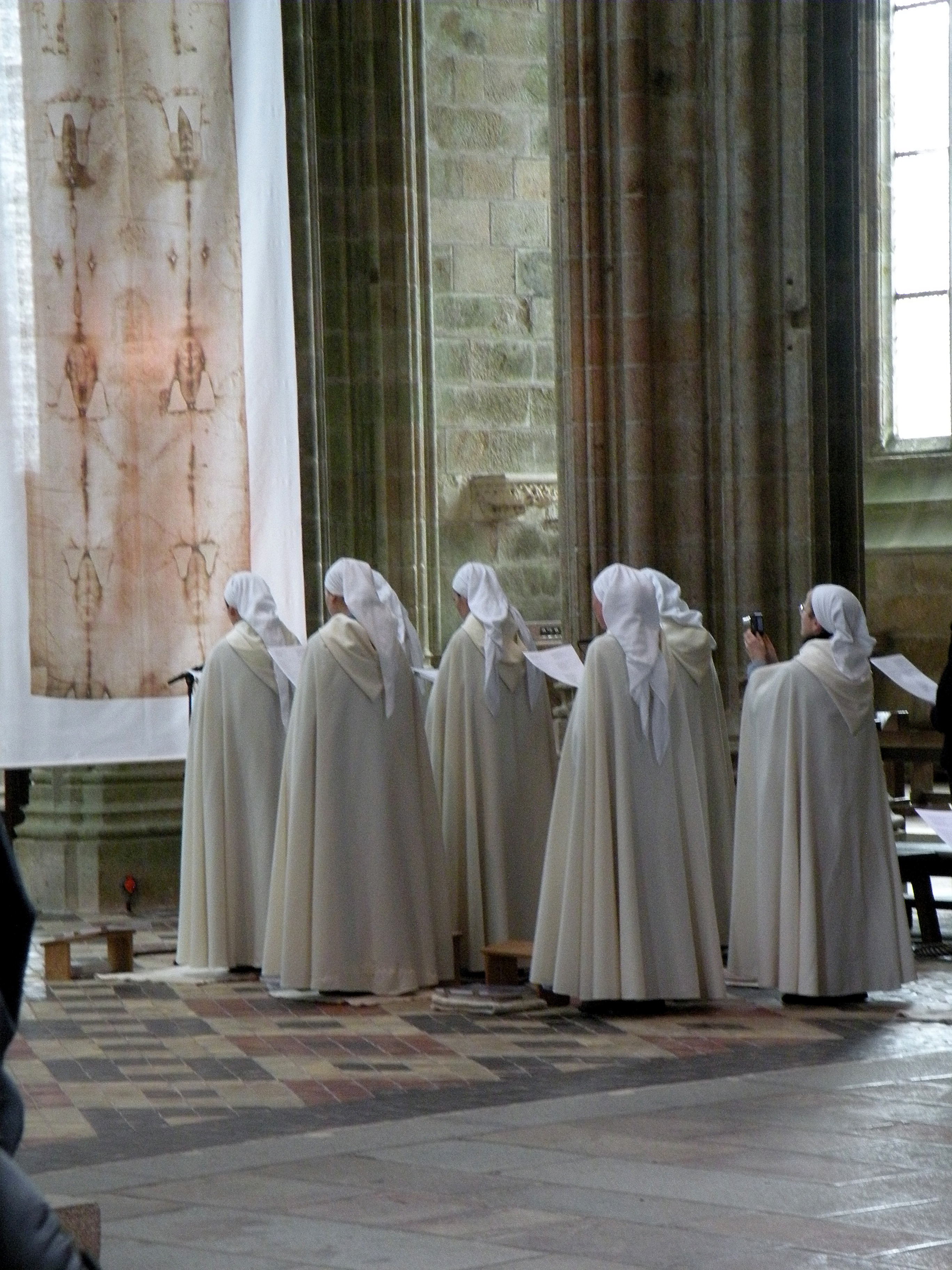
Religieuses des Fraternités monastiques de Jérusalem dans l'abbatiale, 2009

Depuis 2001, des frères et des sœurs des Fraternités monastiques de Jérusalem, venues de l’église Saint-Gervais de Paris, assurent une présence religieuse toute l'année. Ils remplacent les moines bénédictins, qui peu à peu désertèrent le Mont après 1979. Depuis 2018, frère Théophane est le prieur des fraternités, présentes au mont avec onze religieux, cinq frères et six sœurs.
Depuis 2021, ils collaborent avec des prêtres de la communauté Saint-Martin, appelés par l'évêque de Coutances, Laurent Le Boulc'h, pour desservir le sanctuaire du mont et le prieuré d’Ardevon,. Pierre Doat y exerce la charge de recteur du sanctuaire et est assisté de deux autres membres de la communauté pour subvenir aux besoins des paroisses avoisinantes de Pontorson et de Saint-James,.

### Économie
Trois grandes familles se partagent les principaux commerces de la commune, et se succèdent à l’administration de la ville : Éric Vannier, propriétaire du groupe de la Mère Poulard détenant la moitié des restaurants, commerces et hôtels de la commune intra et extra-muros, ainsi que trois musées ; Jean Yves Vetelé, PDG de Sodetour (hôtels et campings) et Patrick Gaulois, propriétaire de plusieurs hôtels et commerces sur le mont et à proximité.
En 2013, on compte cinquante commerces pour trois millions de touristes qui dépensent 80 millions d'euros chaque année, alors que la commune compte 44 résidents (20 dans les polders, 24 intra-muros) et 99 électeurs. Intra-muros travaillent 54 commerçants et résident 24 Montois, une famille de deux parents et deux enfants, une commerçante, l'administrateur du monument, deux pompiers, un agent de sécurité, cinq moines, sept moniales et trois prêtres.
L’abbaye est propriété de l’État, gérée par le Centre des monuments nationaux.
Le Mont-Saint-Michel est dénommé « commune touristique » depuis août 2009.
À la suite des travaux de rétablissement du caractère maritime du Mont Saint-Michel mis en œuvre localement par un syndicat mixte et commencés en 2006, les groupes hôteliers du mont se livrent à une guerre commerciale, notamment à propos du chemin pédestre qui relie depuis 2012 les parkings au départ des navettes touristiques pour le mont, Jean Yves Vetelé et Patrick Gaulois accusant Éric Vannier d'avoir usé de son statut de maire pour peser sur un vote en 2009 du syndicat mixte au sujet du point de départ des navettes qui a été fixé au milieu de deux établissements gérés par Vannier,. Le maire du Mont-Saint-Michel, Éric Vannier, est finalement condamné en correctionnelle à 30 000 euros d’amende, dont 20 000 avec sursis, pour prise illégale d'intérêts.

## Protection
Une statue de saint Michel placée au sommet de l’église abbatiale culmine à 150 mètres au-dessus du rivage.
Éléments majeurs, l'abbaye et ses dépendances sont classées au titre des monuments historiques par la liste de 1862, suivies ultérieurement par soixante autres constructions ; le mont (îlot rocheux) et le cordon littoral de la baie figurant depuis 1979 sur la liste du patrimoine mondial de l’UNESCO ainsi que le moulin de Moidrey depuis 2007. Depuis 1998, le mont Saint-Michel bénéficie en outre d'une seconde inscription sur la liste du patrimoine mondial en tant que composante du bien en série Chemins de Saint-Jacques-de-Compostelle en France.
Soixante-et-un immeubles situés sur l'îlot sont protégés au titre des monuments historiques, par plusieurs campagnes de protection, réalisées notamment en 1928 et 1934.
D’une dimension hors norme, les travaux de rénovation de l’immense bâtiment du XIIIe siècle, lancés fin 2020, devraient durer jusqu’en 2023.

### Personnages célèbres liés au mont Saint-Michel
- Robert de Torigni, célèbre abbé du mont.
- Guillaume de Saint Pair, moine de l’abbaye auteur du Roman du Mont-Saint-Michel.
- Le duc de Chartres (futur Louis-Philippe Ier), venu démolir la « cage de fer ».
- Mathurin Bruneau, sabotier, escroc et faux Louis XVII, prisonnier au mont en 1821-1822.
- Auguste Blanqui, prisonnier politique au mont.
- Armand Barbès, prisonnier politique au mont.
- Jean-Pierre Bravard, restaurateur de l'abbaye après la Révolution.
- La mère Poulard, restauratrice (voir ci-dessous).
- Émile Couillard, écrivain, historien du mont et abbé du Mont-Saint-Michel.

### Gastronomie locale
Le mont Saint-Michel se situe à l’embouchure du Couesnon. Côté terre, des aménagements de digues déjà anciens ont permis jusqu’à aujourd’hui de gagner sur la mer des terrains consacrés à l’agriculture et à l’élevage (dont celui des ovins, qualifiés de moutons « de pré-salé »). Le mouton ou l’agneau de pré-salé, appelé grévin est ainsi une spécialité normande, à déguster de préférence grillé au feu de bois.
Une grande activité médiatique, à laquelle a participé de facto le dessinateur Christophe avec sa famille Fenouillard entoure la préparation de l’omelette de la mère Poulard (du nom du restaurant situé dans le village et réputé pour cette spécialité). Celle-ci est faite d’œufs et de crème fraîche, abondamment battus en neige dans une bassine de cuivre avec un long fouet sur un rythme spécial que peuvent entendre les passants avant d’être cuite dans une poêle de cuivre sur un feu de bois.

### Dans la peinture

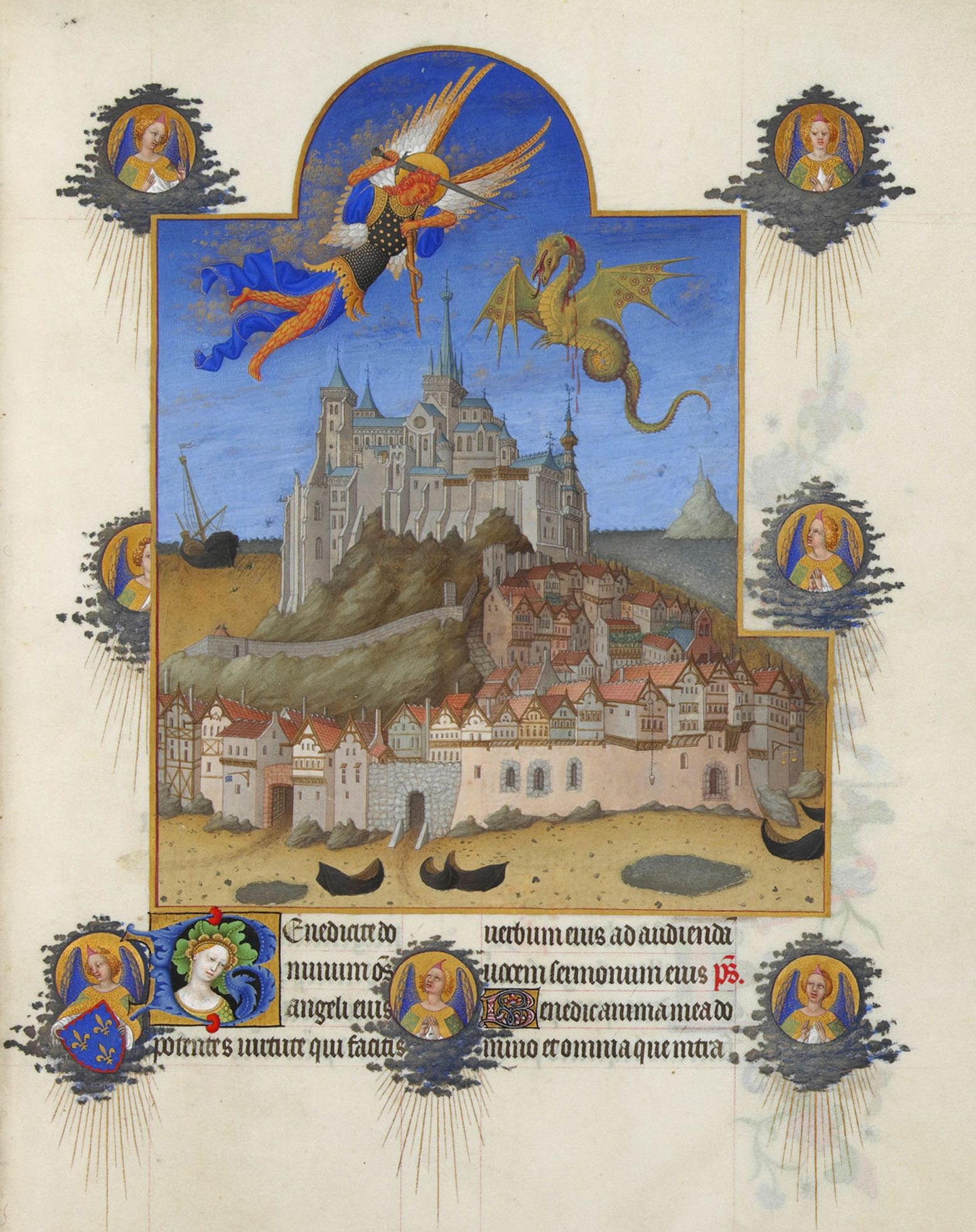
La Fête de l'Archange, page de l'ouvrage Les Très Riches Heures du duc de Berry, musée Condé, Chantilly, ms.65, f.195.